# Pygoctenucha harrisii
Pygoctenucha harrisii là một loài bướm đêm thuộc phân họ Arctiinae, họ Erebidae.